# Tabanus sextriangulus
Tabanus sextriangulus är en tvåvingeart som beskrevs av Gorayeb och Albertino Rafael 1984. Tabanus sextriangulus ingår i släktet Tabanus och familjen bromsar. Inga underarter finns listade i Catalogue of Life.